# 勒比
勒比（法語：Le Buis，法語發音：[lə bɥi]）是法国新阿基坦大区上维埃纳省的一个市镇，位于该省中北部，属于贝拉克区。

## 地理
勒比（46°2'8"N, 1°12'9"E）面积6.55 平方千米，位于法国新阿基坦大区上维埃纳省，该省份为法国中西部省份，北起顺时针与安德尔省、克勒兹省、科雷兹省、多爾多涅省、夏朗德省和维埃纳省接壤。
与勒比接壤的市镇（或旧市镇、城区）包括：楠蒂亚、图龙、圣帕尔杜勒拉克。

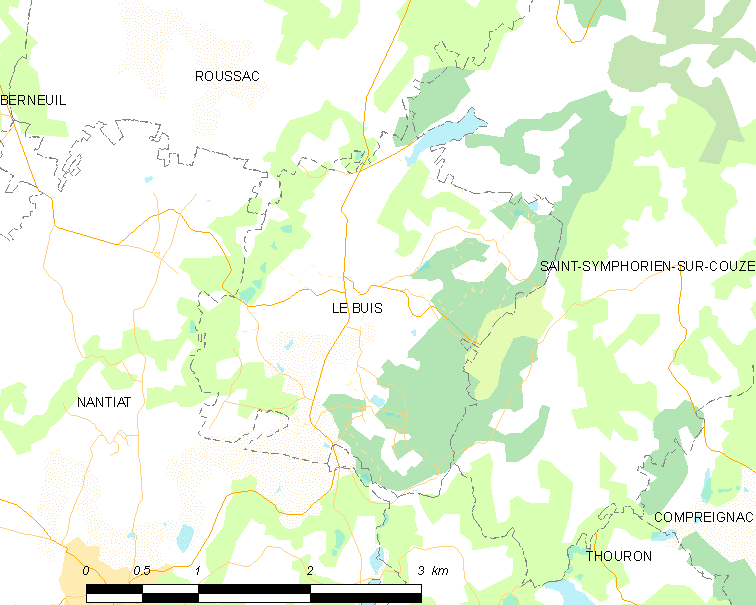
勒比的OSM定位图

勒比的时区为UTC+01:00、UTC+02:00（夏令时）。

## 行政
勒比的邮政编码为87140，INSEE市镇编码为87023。

## 政治
勒比所属的省级选区为贝拉克县。

## 人口

1962-2008年间勒比人口变化图示

勒比于2022年1月1日时的人口数量为183人。